# Афанасьев-Чужбинский, Александр Степанович
Алекса́ндр Степа́нович Афана́сьев-Чужби́нский (настоящая фамилия Афанасьев; 28 февраля (12 марта) 1817, Полтавская губерния — 6 (18) сентября 1875, Санкт-Петербург) — русский и украинский поэт, писатель, переводчик, этнограф; писал на русском и украинском языках, переводил с польского и французского языков.

## Биография
Родился 28 февраля (12 марта) 1817 года в семье небогатого помещика в селе Исковцы Лубенского уезда Полтавской губернии. После окончания в 1835 году Нежинского лицея поступил юнкером в Белгородский уланский полк. В 1843 году вышел в отставку в чине поручика. Пробыв четыре года в отставке в 1847 году поступил на службу в канцелярию Воронежского губернатора; 19 июня был назначен редактором неофициальной части «Воронежских губернских ведомостей»; через два года, 11 октября 1849 года вышел в отставку.
Его первым напечатанным произведением было стихотворение «Кольцо» («Современник»; 1838, т. XI), за подписью Чужбинский; под этим псевдонимом появлялись его произведения до 1851 года, а с 1853 года подписывался как Афанасьев-Чужбинский.
В 1843 году он познакомился с Тарасом Шевченко; оставил о нём воспоминания («Воспоминание о Т. Г. Шевченко», 1861). Сотрудничал во многих журналах. В 1856 году, по предложению великого князя Константина Николаевича, в одно время с А. Н. Островским, А. Ф. Писемским, М. Л. Михайловым и С. В. Максимовым, был послан изучать быт и нравы приречных и приморских областей России. Афанасьев избрал Приднепровье, как более знакомый ему край, и результаты своих исследований изложил в целом ряде статей, составивших впоследствии ценный двухтомный этнографический труд «Поездка в южную Россию», в котором была умело представлена полная картина малорусской жизни: Часть I. Очерки Днепра (СПб., 1861)»; Часть II. Очерки Днестра (СПб., 1863).
В 1864 году, по официальным документам, стал основателем и первым редактором петербургской газеты «Петербургский листок».
В последние годы своей жизни состоял смотрителем музея Петропавловской крепости.
Умер в Санкт-Петербурге 6 (18) сентября 1875 года и был похоронен на Литераторских мостках на Волковском кладбище.
В 1890—1892 гг. Герман Гоппе издал в Санкт-Петербурге девятитомное «Собрание сочинений Александра Степановича Афанасьева (Чужбинского)» (под ред. П. В. Быкова).

## Литературная деятельность
Дебютировал в печати в 1837 году стихотворением «Кольцо», опубликованным в журнале «Современник». Сотрудничал в журналах «Литературное прибавление к „Русскому Инвалиду“», «Галатея», «Иллюстрация», «Сын Отечества», «Пантеон», «Санкт-Петербургские ведомости», «Современник», «Русский вестник», «Маяк», «Морской сборник», «Москвитянин», «Русское слово», «Основа» и других изданиях.
Первое стихотворение на украинском языке было опубликовано в 1841 году в альманахе «Ластівка» (Санкт-Петербург). Позднее стихи на украинском были собраны в изданном анонимно сборнике «Що було на серці» (1855).
Переводил произведения Фенимора Купера, Генриха Ржевуского, Ю. И. Крашевского, Юзефа Коженёвского. В 1851 году выпустил «Галерею польских писателей» (5 частей) и рассказы в стихах «Русский солдат» (2 выпуска), подписанные его настоящим именем. С 1853 года постоянно подписывался А.-Чужбинский.
В 1864 году редактировал «Петербургский листок». Вёл отдел «Журналистика» в газете «Неделя» (1867—1868]). Редактировал «Заграничный вестник» (1864—1867), «Новый русский базар» (1867—1868), «Искру» (1875), газету «Новости» (1875). Основал журнал «Магазин иностранной литературы» и редактировал его.
Автор рассказов, романов «Соседка» (1854), «Петербургские игроки» (ч. 1—4, 1872), произведений из провинциального, военного и столичного быта — «Очерки прошлого» (ч. 1—4, 1863), «Очерки прошлого. Город Смуров» (1871), «Очерки прошлого. Фаня» (1872).
Составлял «Словарь малорусского наречия» (буквы А — З. «Известия Академии Наук по отделу русского языка и словесности», 1855, т. IV и отдельно СПб., 1855).
Наибольший успех из всего написанного имели украинские стихотворения; некоторые из них оставались очень популярными до начала XX века. Пользовались в своё время успехом и беллетристические произведения Афанасьева, особенно «Петербургские игроки»; но среди беллетристов он занимал очень скромное место, его произведения лишены серьёзного художественного значения. Гораздо выше стоят его этнографические работы, в которых много наблюдательности. «Словарь малорусского наречия» был встречен сочувственно Академией наук, но украиноведы отнеслись к нему довольно отрицательно.
Одним из украинских стихотворений было посвящение графу Эдуарду Тотлебену, отличившемуся во время обороны Севастополя:

Увесь мыр и самъ нашъ ворогъ 

Тоби дывувався 

Якъ разумно, храбро, славно, 

Ты оборонявся. 

Що у день зруйнують муру, 

Що розибьютъ валу, 

Ты въ ночи усе поправышъ 

Повагомъ, по малу. 

Ворогъ кули градомъ сыпле 

Лютуютъ гарматы 

Тыж латаешъ соби мовчкы 

Муры та роскаты. 

И де вчора валъ був збытый, 

Зо всемъ непотребенъ 

Тамъ сіогодня гакивницы 

Рыштуе Тотлебенъ. 

Округ іого смерть литае, 

Хоче все пожерты 

А вин ходыть як бы в хато 

Й не боитьця смерты. 

Увесь мыр и самъ нашъ ворогъ 

Тобы дывувався… 

Ажъ ось тебе, гостю любый, 

Петербургъ дождався. 

Кожный хоче поклонытысь 
 
Тому человику, 

Чые имня будетъ славне 

Одъ вику до вику. 

Богъ тебе хранитъ выдымо, 

Билый Царь кохае 

А людъ Руськый  - людъ хрещеный 

Щыро поважае. 

Незабудуть Севастополь 

Маленькый то дужый, 

Де вражаго трупу горы 

И крови калюжи… 

Бороныно іого війско 

То теплый молебенъ, 

То разумомъ своимъ жваво 

Боронывъ Тотлебенъ.

## Память
- 17 июля 2015 года улица Энгельса Амур-Нижнеднепровского района города Днепр была переименована в улицу Афанасьева-Чужбинского[3].